# Orfelia persimilis
Orfelia persimilis is een muggensoort uit de familie van de Keroplatidae. De wetenschappelijke naam van de soort is voor het eerst geldig gepubliceerd in 1991 door Caspers.